# Општина Чокина (Јаломица)
Чокина (рум. Ciochina) општина је у Румунији у округу Јаломица.
Oпштина се налази на надморској висини од 31 m.